# Guo Liang
Guo Liang (né le 24 décembre 1998) est un coureur cycliste chinois. Il est notamment champion d'Asie du scratch en 2018 et médaillé d'or de la poursuite par équipes avec Qin Chenlu, Xue Chaohua, Shen Pingan aux Jeux asiatiques la même année.

## Palmarès sur piste

### Championnats du monde
- Pruszków 2019
  - 8e du scratch
  - 17e de la poursuite par équipe[1]

### Jeux asiatiques
- Jakarta 2018
  -  Médaillé d'or de la poursuite par équipes (avec Qin Chenlu, Xue Chaohua, Shen Pingan)

### Championnats d'Asie
- Nilai 2018
  -  Médaillé d'or du scratch
- Jakarta 2019
  -  Médaillé d'argent de l'américaine